# Rabaulia nigrotibia
Rabaulia nigrotibia är en tvåvingeart som beskrevs av Erich Martin Hering 1941. Rabaulia nigrotibia ingår i släktet Rabaulia och familjen borrflugor. Inga underarter finns listade i Catalogue of Life.